# バルカル人
バルカル人（バルカルじん、таулу（tawlu、山の人の意）、またはтаулула（tawlula））とは、カフカス山脈附近に住むテュルク系民族であり、ロシア連邦内のカバルダ・バルカル共和国で基幹民族を為す民族の一つである。バルカル人は、ブルガール人か、その末裔であるとも言われている。言語はテュルク諸語キプチャク語群に属するカラチャイ・バルカル語を主に使用している。

## 歴史及び文化
バルカル人の出自は確実はわかっていないが、フン族やハザール、ブルガール人、アラン人、キプチャク（クマン）、チェコ人、タタール人等の民族から分かれたのではないかとする様々な仮説が出ている。昨今の学者は彼らの出自について、ペルシャ語を話すアラン人やテュルク語を話す諸民族、なかんずく黒ブルガールや西キプチャクなどを含む、様々な文化の複合集団だったのではないかと推定している。バルカル人の文化は近東や地中海世界、カフカス、ロシアの物に関連付けられている。モンゴル帝国の成立以前、すなわち13世紀以前、バルカル人はアラン人の民族連合の一部に属していたが、モンゴル帝国の侵攻の過程で中央カフカスの谷に退却した。
伝承によると、バルカル人は元々バルカル谷の盆地に住んでおり、そこでは狩人のマルカルが成功を収め、ミサカと言う彼の付き人とマジャルのバシアトが彼に付き従った。この谷に関する最も古い文献は14世紀に記されたグルジアの南オセチア共和国ツヒンヴァリにある聖母被昇天教会の黄金十字に刻まれている碑文であり、バシアニアンの文字が見える。より最近では、ロシアで証拠が出てきており、バシアンやバルザル等と記されている。
伝説や年代記ではティムールがエルブルース山を上って侵入してきたとされている。また、バルカル人は西ヨーロッパやトルコの年代記にも16世紀、17世紀に登場し、17世紀から18世紀にかけてはカバルド人と共にグルジア人、ロシア人との関係性が説明された。1827年、バルカル人はついにロシア人となり、彼らの伝統は人質の下に置かれた。19世紀から20世紀にかけてはバルカル人の一部がトルコやシリアへと移住し、ロシア革命によってソビエト連邦が1920年に成立すると、バルカル人はソビエト連邦の一部となり、カバルダ・バルカル自治ソビエト社会主義共和国となった。1944年初頭、ヨシフ・スターリンがナチス・ドイツと連合したバルカル人に捕まると全人口が中央アジア、特にカザフ・ソビエト社会主義共和国へと追放された。そして、この地はカバルダ自治ソビエト社会主義共和国に改名されたが、1957年に名称が戻ると同時に多くのバルカル人が帰還した。

## 追放
1944年、ソビエト連邦は強制的にほぼ全員のバルカル人をカザフ・ソビエト社会主義共和国、キルギス・ソビエト社会主義共和国、シベリアのオムスク州へと追放した。人口移動は1944年3月8日から始まり、翌日には内務人民委員部は37,713人のバルカル人を14の列車に乗せ、中央アジアないしシベリアへと輸送した。スターリンの治世ではバルカル人はヴォルガ・ドイツ人、カルムイク人、カラチャイ人、チェチェン人、イングーシ人と同様に非常な制限の下に置かれた。1946年10月、バルカル人の人口は栄養失調と疾病の為、32,817人に減少した。バルカル人はその後も1956年4月28日までこの状態に置かれ、1957年に帰還を許可され、翌1958年にかけて34,749人のバルカル人が戻った。

## 言語
バルカル人が用いるカラチャイ・バルカル語ではキリル文字が用いられ、8の母音と27の子音を有している。かつては宗教的見地及びトルコとの関係性から公式にアラビア文字で書かれていた。1920年からバルカル人は初等教育でロシア語を習う事となり、1928年を以てアラビア文字で書かれた手紙は無くなった。1937年以降はキリル文字を用いる事となった。現在、96%のバルカル人がカラチャイ・バルカル語とロシア語の二言語話者となっている。大衆文化では、学校教科書や新聞、雑誌はカラチャイ・バルカル語とロシア語の併記体制が取られている雑誌が次第に増えてきている。